# Christianshavns torv

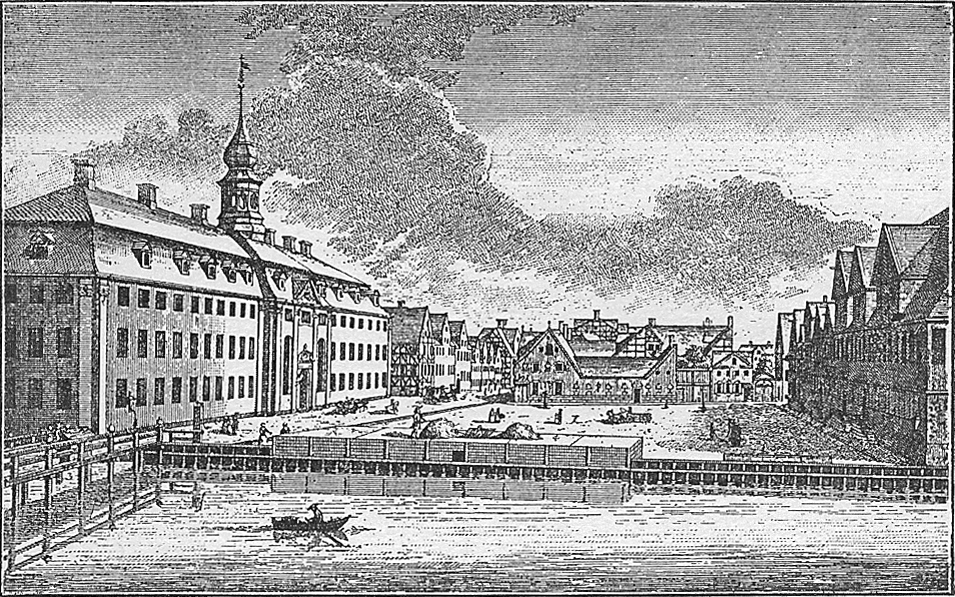
Christianshavns Torv som det såg ut under andra hälften av 1700-talet. Tugt- og Børnehuset, ritat av Philip de Lange ses till vänster.

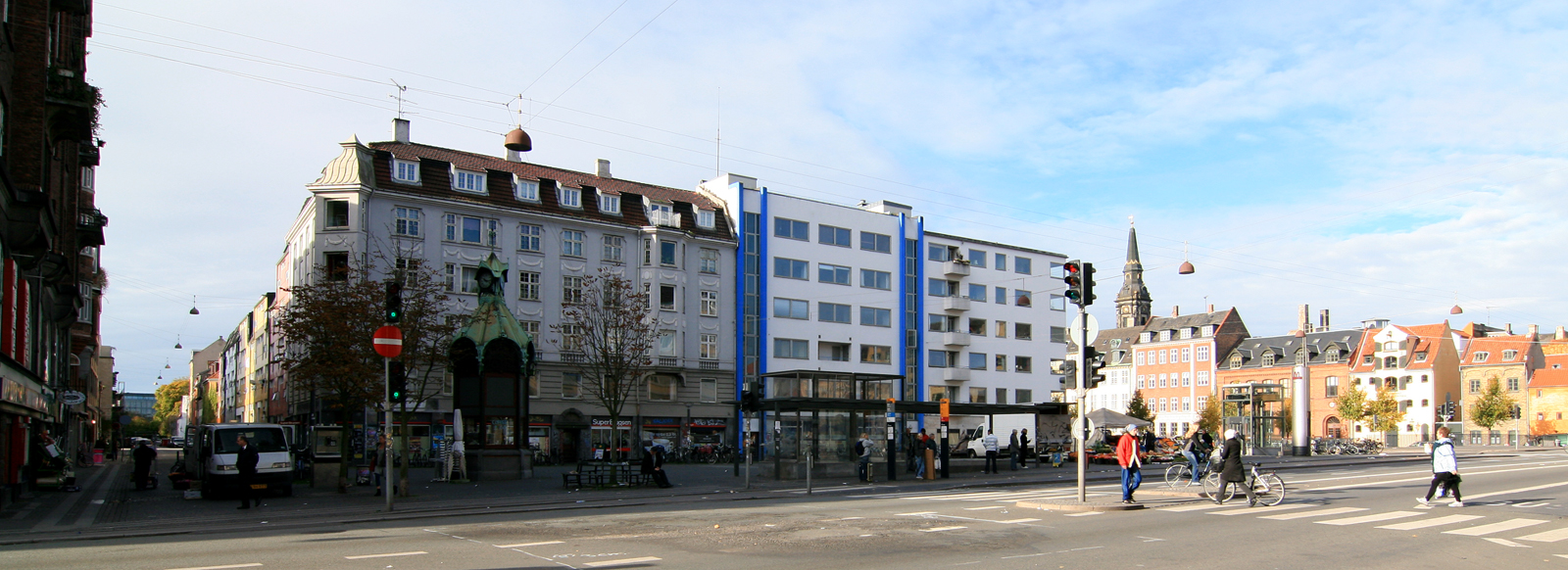
Vy mot det nuvarande torgets västsida. I förgrunden Torvegade.

Christianshavns torv är ett torg som ligger centralt i Christianshavn, i stadsdelen Indre By, i Köpenhamn. Torget genomskärs av huvudgatan Torvegade och metrostationen Christianhavn har nedgångar på platsen.

## Historia
Torget ingick i Johan Semps planläggning för befästningen av Christianhavn 1617 på uppdrag av kungen Kristian IV, i syfte att förstärka försvaret. På torgets östsida låg ursprungligen Tugt- og Børnehuset från 1662 och "rasphuset" från 1739-1742, båda uppförda av byggmästaren Philip de Lange. Senare, 1864-1865, uppfördes Christianshavns Straffeanstalt eller "Kvindefængslet" på samma plats, ritat av N.S. Nebelong. Fängelset revs 1928 och på dess plats uppfördes 1930 det nuvarande Lagkagehuset, ritat av Edvard Thomsen.